# Навен
Наве́н (фр. Navenne) — коммуна во Франции, находится в регионе Франш-Конте. Департамент — Верхняя Сона. Входит в состав кантона Везуль-Эст. Округ коммуны — Везуль.
Код INSEE коммуны — 70378.

## География
Коммуна расположена приблизительно в 320 км к юго-востоку от Парижа, в 45 км севернее Безансона, в 2 км к юго-востоку от Везуля.

## Население
Население коммуны на 2010 год составляло 1751 человек.
| 1962 | 1968 | 1975 | 1982 | 1990 | 1999 | 2010 |
| ---- | ---- | ---- | ---- | ---- | ---- | ---- |
| 1195 | 1419 | 1597 | 1533 | 1629 | 1641 | 1751 |

## Экономика
В 2010 году среди 1113 человек трудоспособного возраста (15—64 лет) 839 были экономически активными, 274 — неактивными (показатель активности — 75,4 %, в 1999 году было 72,5 %). Из 839 активных жителей работали 772 человека (410 мужчин и 362 женщины), безработных было 67 (33 мужчины и 34 женщины). Среди 274 неактивных 82 человека были учениками или студентами, 125 — пенсионерами, 67 были неактивными по другим причинам.

## Достопримечательности
- Замок Лампине[фр.] (XVIII век). Исторический памятник с 1971 года[3]

## Фотогалерея

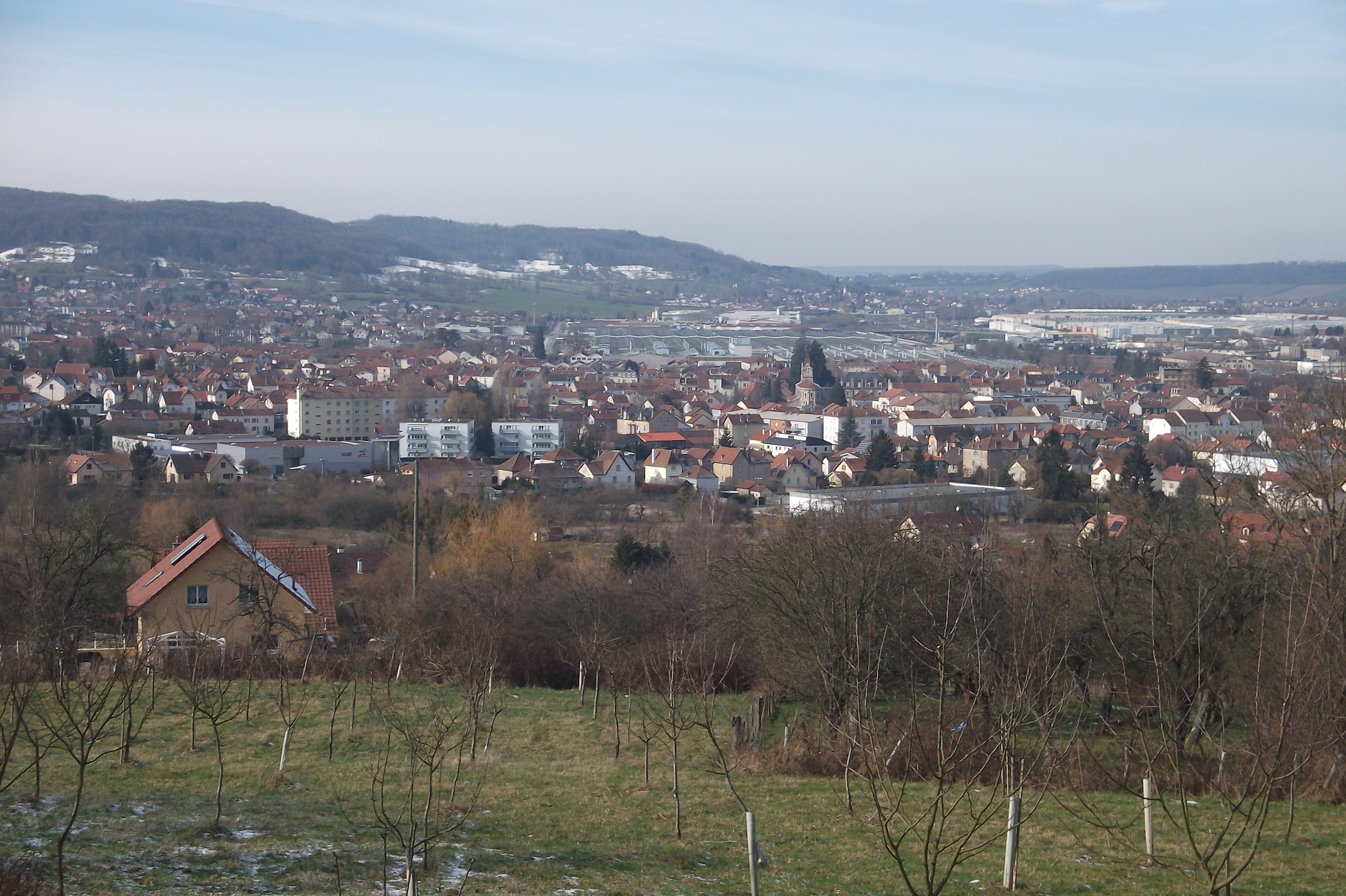
Навен
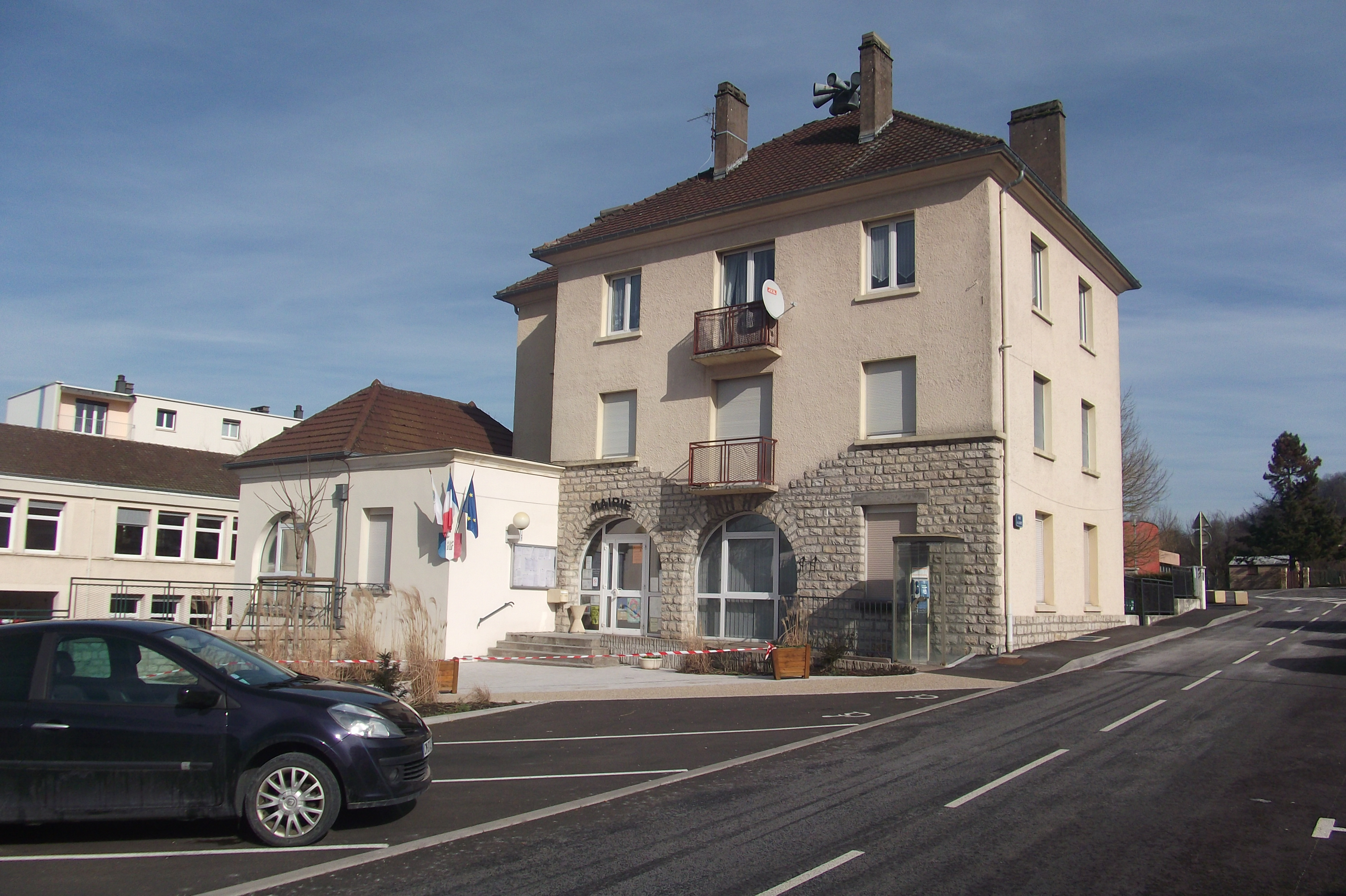
Мэрия
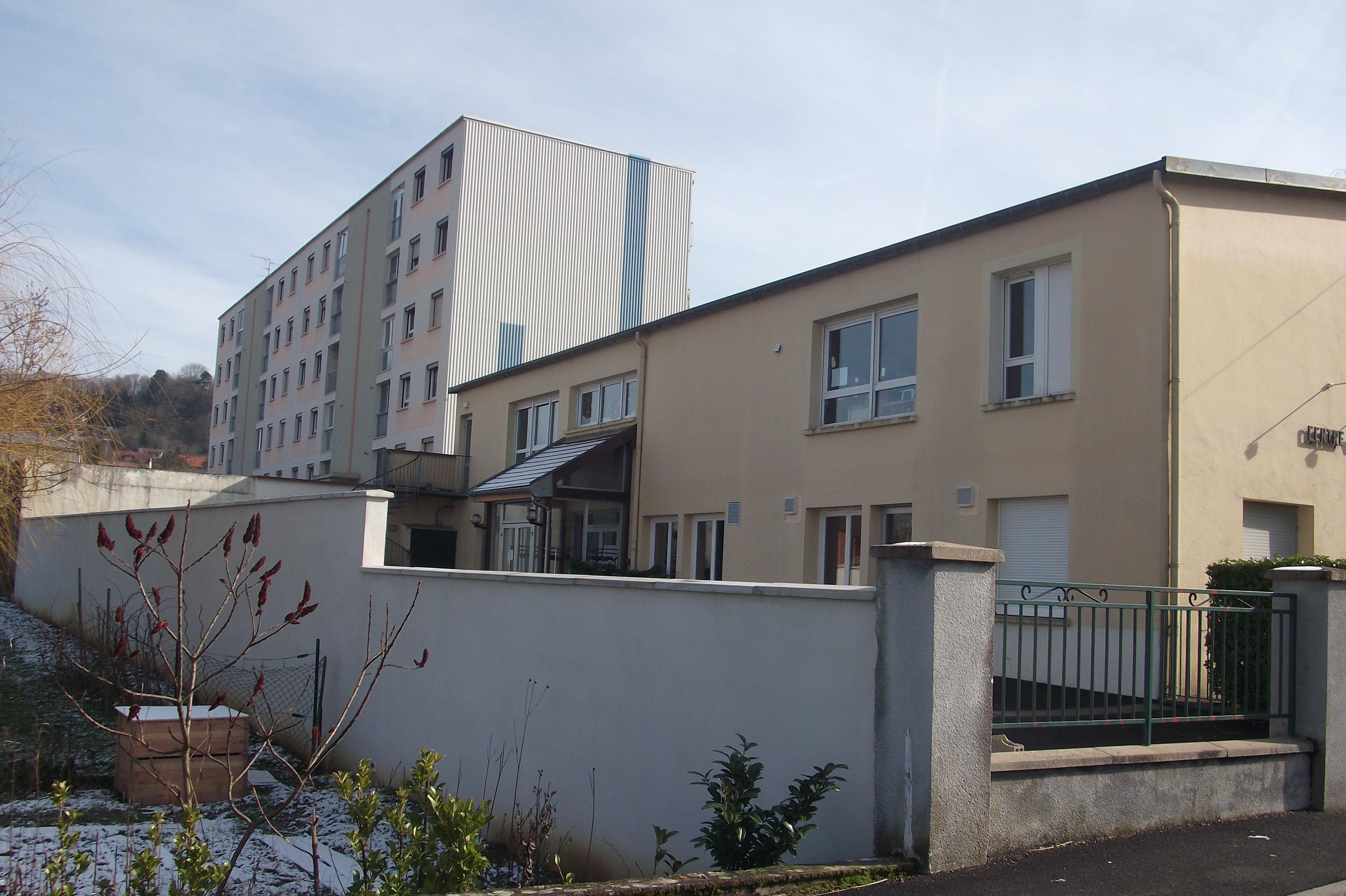
Центр Шарля де Голля
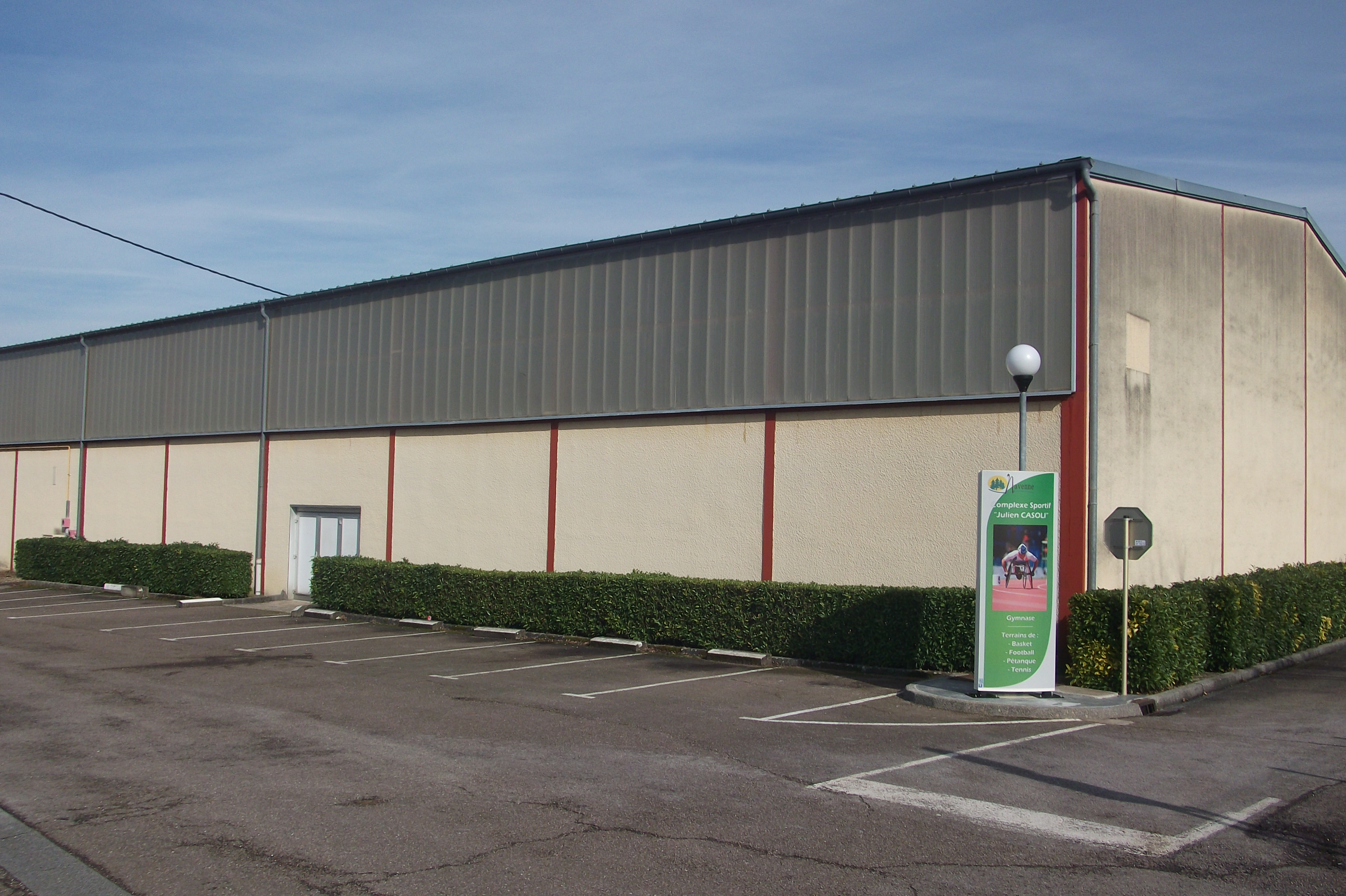
Спортивный комплекс Жюльен Казоли[фр.]